# Gabriel Acacius Coussa
Gabriel Acacius Kardinal Coussa BA; ursprünglich Gabriel Léon Coussa (* 3. August 1897 in Aleppo; † 29. Juli 1962 in Rom) war ein Ordensgeistlicher der Melkitischen griechisch-katholischen Kirche, Kirchenrechtler, Titularerzbischof und Kurienkardinal. Er wirkte ab 1935 als Sekretär der Päpstlichen Kommission für die Redaktion des Codex Canonum Ecclesiarum Orientalium (Recht der katholischen Ostkirchen) und 1962 als Sekretär der Kongregation für die orientalischen Kirchen. An der Päpstlichen Lateranuniversität lehrte er von 1936 bis 1953 als Professor für kanonisches Personenrecht.

## Leben
Coussa wuchs im syrischen Aleppo auf, das damals zum Osmanischen Reich gehörte, und besuchte Schulen der Franziskaner und Jesuiten. Er schloss sich 1911 dem Orden der Basilianer von Aleppo an, einer Gemeinschaft der mit Rom unierten Melkitischen Griechisch-katholischen Kirche, und wurde Novize im St.-Georgs-Kloster in Deir-es-Chir im Libanongebirge. Als Ordensnamen wählte er Acacius. Zum Studium wurde er an das Kolleg vom Hl. Athanasius nach Rom entsandt, wo er 1914 die Profess ablegte. Nach dem Kriegseintritt Italiens aufseiten der Entente musste er als Bürger des Osmanischen Reichs (das zu den Mittelmächten gehörte) Rom verlassen und ging ins Kloster Einsiedeln in der neutralen Schweiz. Aufgrund einer Intervention des Heiligen Stuhls bei der italienischen Regierung konnte er ab November 1916 das Studium in Rom am Collegio Urbano de Propaganda Fide fortsetzen. Im Juli 1918 legte er das Feierliche Gelübde als Ordensmitglied der Basilianer von Aleppo ab und empfing die niederen Weihen.
Von Bischof Isaias Papadopoulos, dem Apostolischen Exarchen der griechisch-katholischen Kirche in Konstantinopel, empfing er am 20. Dezember 1920 die Priesterweihe. Zwei Jahre später wurde er zum Doktor beider Rechte (Dr. utr. iur.) promoviert. Coussa war von 1921 bis 1925 Direktor des melkitischen Scholastikats in Beirut, das mittlerweile unter französischer Mandatsverwaltung stand. Anschließend war er Generalassistent des Basilianerordens und ab Januar 1929 Oberer des Klosters Deir-es-Chir. Als Delegierter der melkitischen Kirche wurde er im Dezember desselben Jahres nach Rom gesandt, um in der Kommission für die vorbereitenden Studien für die Kodifizierung des orientalischen kanonischen Rechts mitzuarbeiten. Er wurde 1933 zum Offizial dieser Kommission und nach Abschluss der Vorarbeiten und Erteilung des Auftrags zur Redaktion eines Codex Canonum Ecclesiarum Orientalium durch Pius XI. 1935 zu deren Sekretär ernannt. Die Arbeiten dieser Kommission wurden erst lange nach Coussas Tod mit der Promulgation des Codex im Jahr 1990 abgeschlossen.

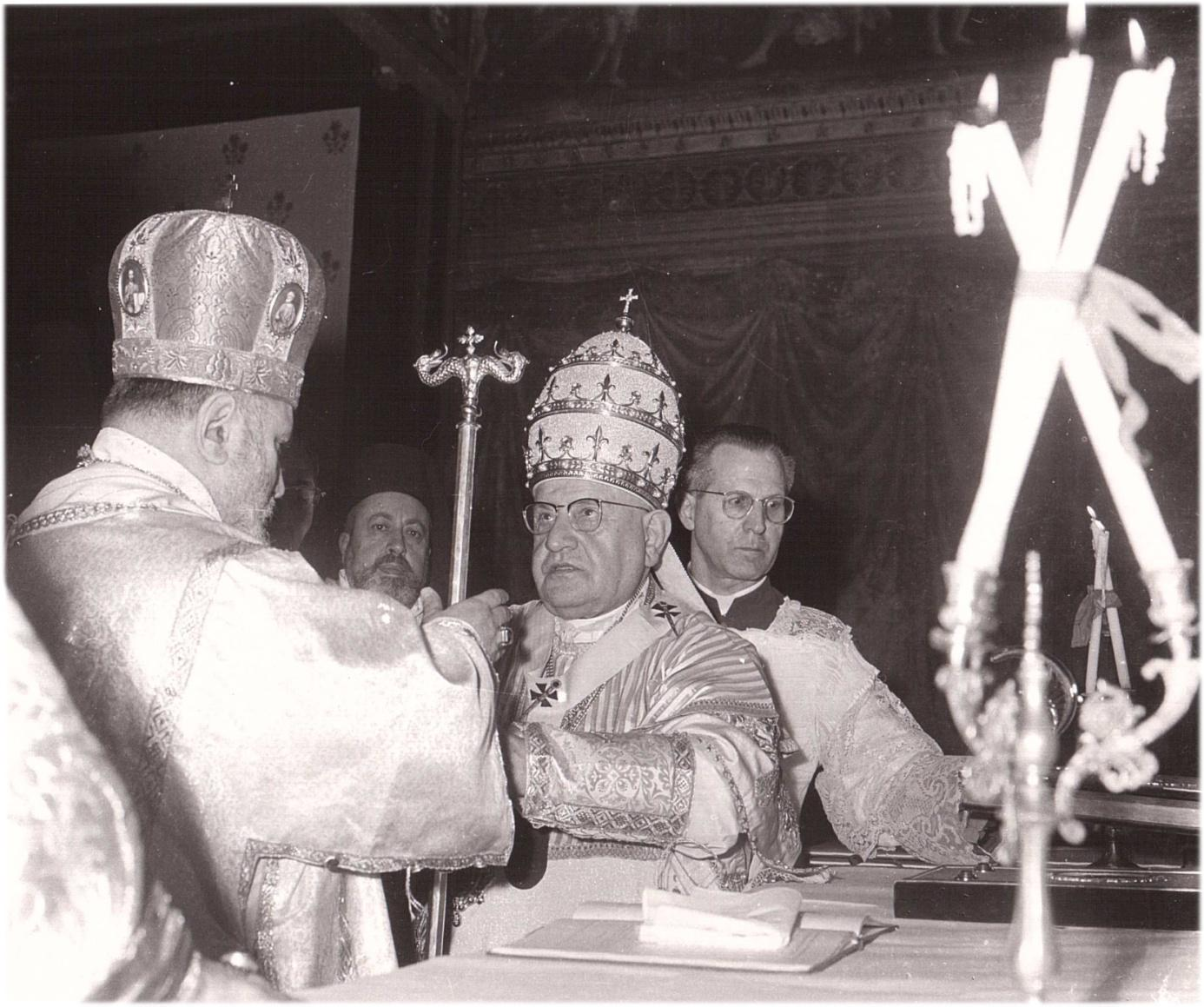
Bischofsweihe von Gabriel Acacius Coussa (links) durch Papst Johannes XXIII. am 16. April 1961 in der Sixtinischen Kapelle

Parallel lehrte er von 1932 bis 1936 als Professor für kanonisches Recht am Päpstlichen Athaeneum Sant’Apollinare. Am Päpstlichen Institut beider Rechte der Lateranuniversität in Rom lehrte er von 1936 bis 1953 als Professor für das Personenrecht gemäß des lateinischen Codex Iuris Canonici, 1946 war er dort Dekan der Fakultät für Kirchenrecht. Papst Pius XII. ernannte ihn am 3. März 1946 zum Sekretär der Kommission zur authentischen Interpretation des Kodex des Kanonischen Rechtes bei der römischen Kurie. Ab 1953 war er Assessor der Kongregation für die orientalischen Kirchen. Coussa war Berater von Angelo Giuseppe Roncalli, dem späteren Papst Johannes XXIII. Dieser ernannte ihn 1961 zum Titularerzbischof von Hierapolis für die melkitische Kirche und zum Prosekretär der Kongregation für die orientalischen Kirchen. Die Bischofsweihe spendete ihm am 16. April 1961 in der Sixtinischen Kapelle der Papst selbst; Mitkonsekratoren waren Giovanni Mele, Bischof von Lungro der italo-albanischen Kirche und Giuseppe Perniciaro, Weihbischof in der Eparchie Piana degli Albanesi.
Ein Jahr später, im März 1962, wurde Coussa Sekretär der Kongregation für die orientalischen Kirchen und erhielt im Konsistorium vom 19. März desselben Jahres von Johannes XXIII. den Kardinalshut und kurz darauf die Ernennung zum Kardinalpriester von Sant’Atanasio dei Greci. Kardinal Coussa starb noch im Sommer desselben Jahres in Rom und wurde zunächst auf dem Friedhof Campo Verano beigesetzt. Im Mai 1963 wurden seine Gebeine in seine vormalige Titelkirche Sant’Atanasio dei Greci überführt.